# Калка-шилма (горная железная дорога)
1. REDIRECT Железная дорога Калка-Шимла